# Serdinya

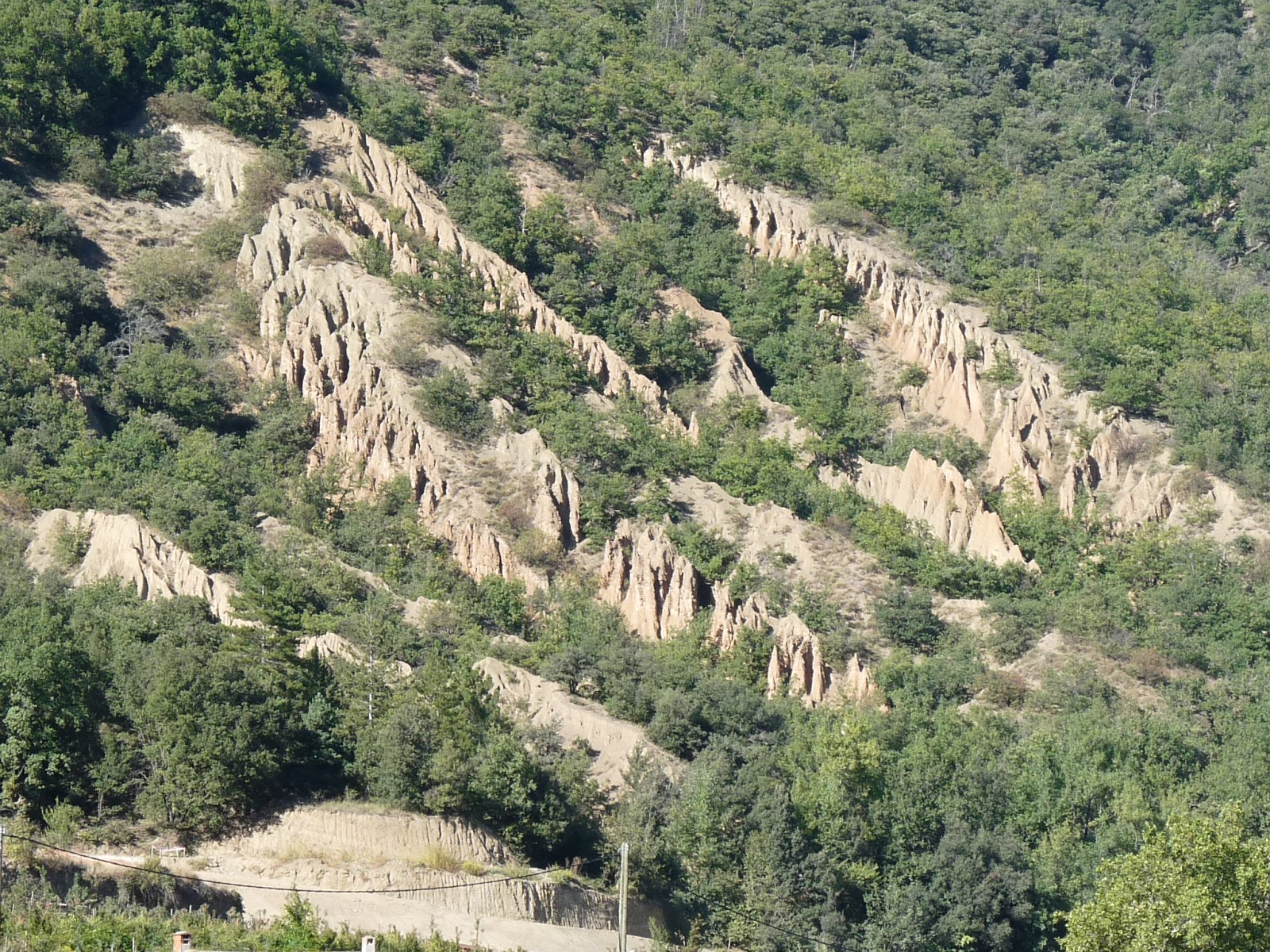

Serdinya is een gemeente in het Franse departement Pyrénées-Orientales (regio Occitanie) en telt 228 inwoners (2005). De plaats maakt deel uit van het arrondissement Prades.

## Geografie
De oppervlakte van Serdinya bedraagt 16,4 km², de bevolkingsdichtheid is 13,9 inwoners per km².

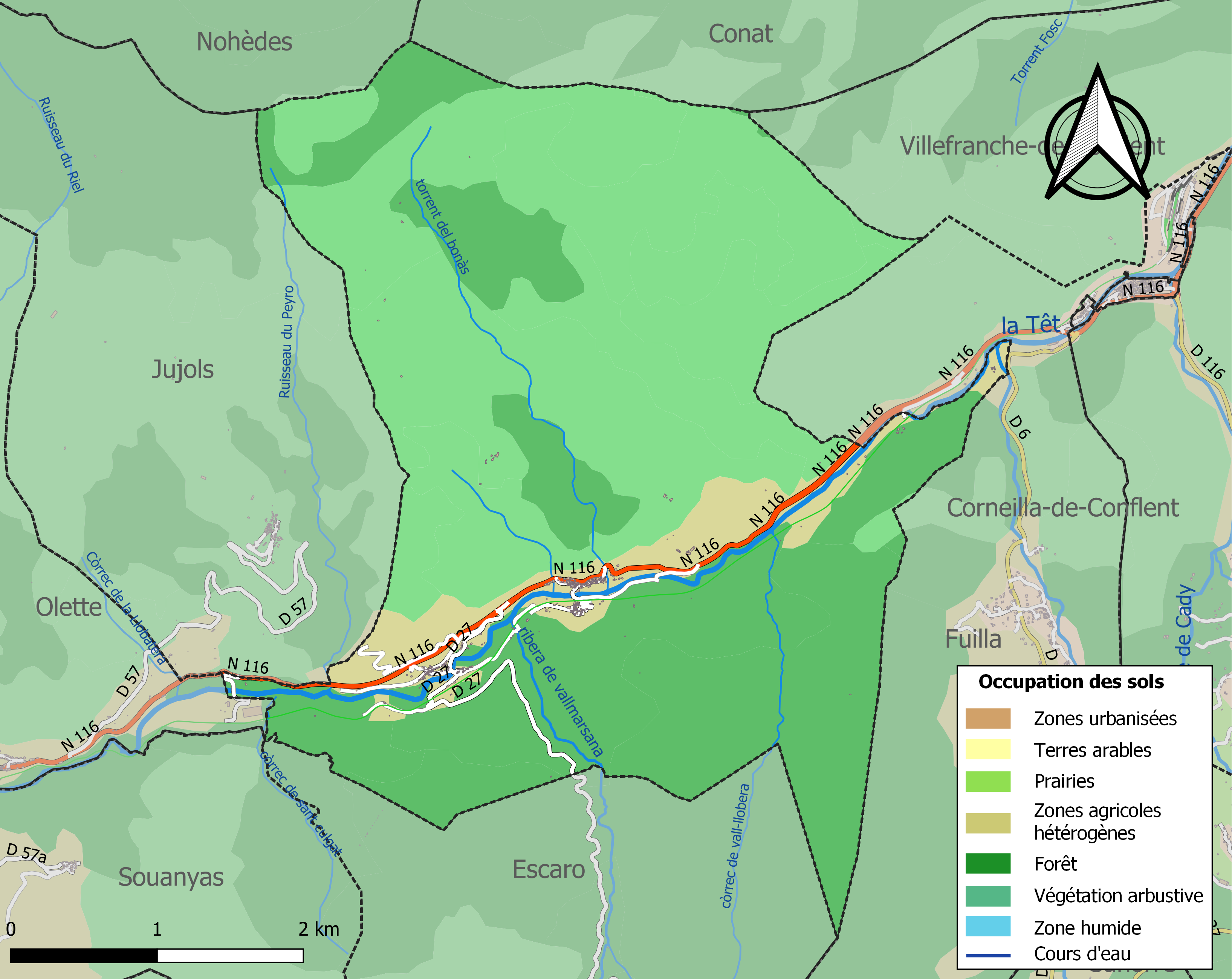
Kaart van de gemeente met de belangrijkste infrastructuur, bodemgebruik en omliggende gemeenten

## Verkeer en vervoer
In de gemeente liggen de spoorwegstations Joncet en Serdinya.

## Demografie
Onderstaande figuur toont het verloop van het inwonertal (bron: INSEE-tellingen).